# 曹靖公
曹靖公（？—前502年），姬姓，名露，為春秋諸侯國曹國君主之一，他為曹隱公弟弟，前505年殺曹隱公自立該國君主，前502年卒，在位4年。